# ماريا بسوينوس
ماريا بسوينوس (بالإنجليزية: Maria Psoinos)‏ عالمة نفس وأكاديمية يونانية. ماريا بسوينوس حاصلة على درجة الدكتوراه والماجستير في علم النفس الاجتماعي من جامعة كامبريدج في المملكة المتحدة وبكالوريوس في علم النفس من جامعة أرسطو في سالونيك باليونان.
وهي حاصلة على زمالة بحثية فخرية في جامعة كانتربري كريست تشيرش (2016 إلى الوقت الحاضر). وهي حاليًا أستاذة مساعدة في علم النفس في الكلية الأمريكية في ثيسالونيكي. وهي عضو في شبكة كامبريدج لأبحاث الهجرة.